# Skenäs naturreservat
Skenäs naturreservat är ett naturreservat i Norrköpings kommun i Östergötlands län.
Området är naturskyddat sedan 2023 och är 111 hektar stort. Reservatet ligger på några öar och en halvö i södra delen av Bråviken och består av ekbackar, blandskogar, betade havsstrandängar och grunda bottnar.